# Абдул-Азиз
Абду́л-Ази́з (осман. عبد العزيز‎ / Abd ül-Azîz, тур. Abdülaziz; 8 февраля 1830, Дворец Бейлербейи, Ускюдар — 4 июня 1876[…], Ферие) — 32-й султан Османской империи, правивший в 1861—1876 годах. Второй сын султана Махмуда II; вступил на престол после своего брата Абдул-Меджида 25 июня 1861 года.

## Правление

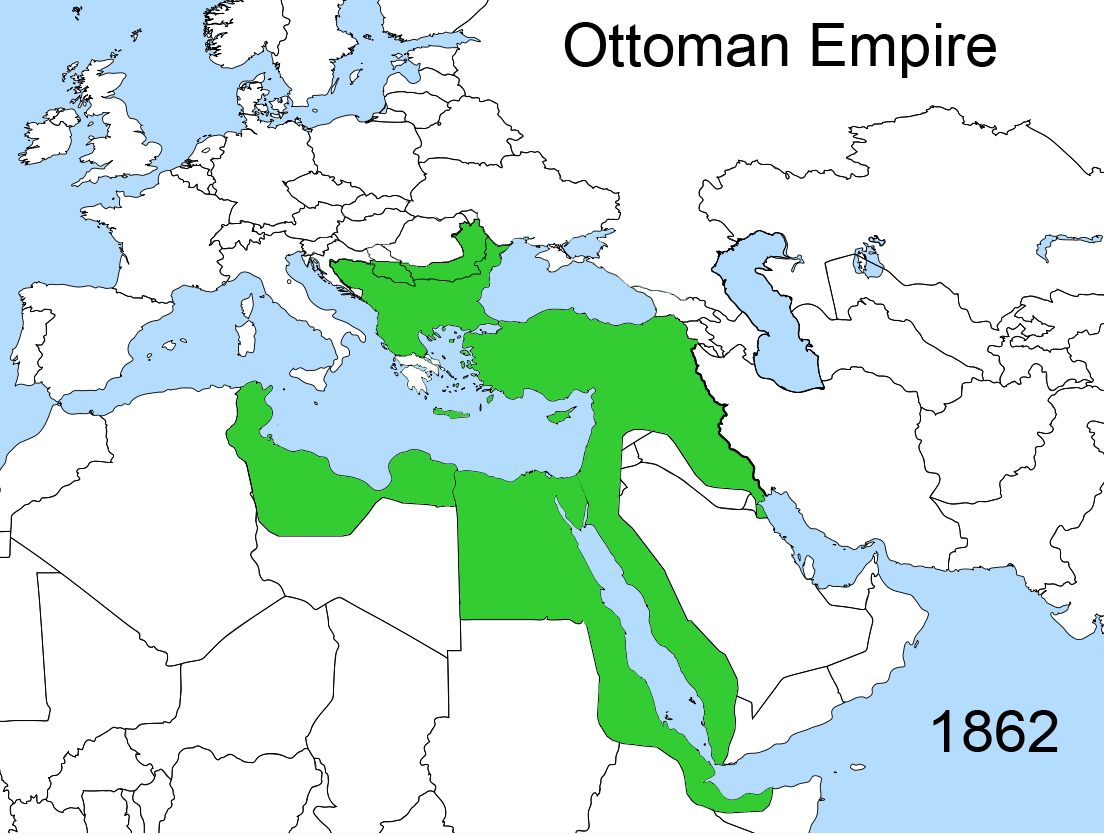
Османская империя при Абдул-Азизе, 1862 год

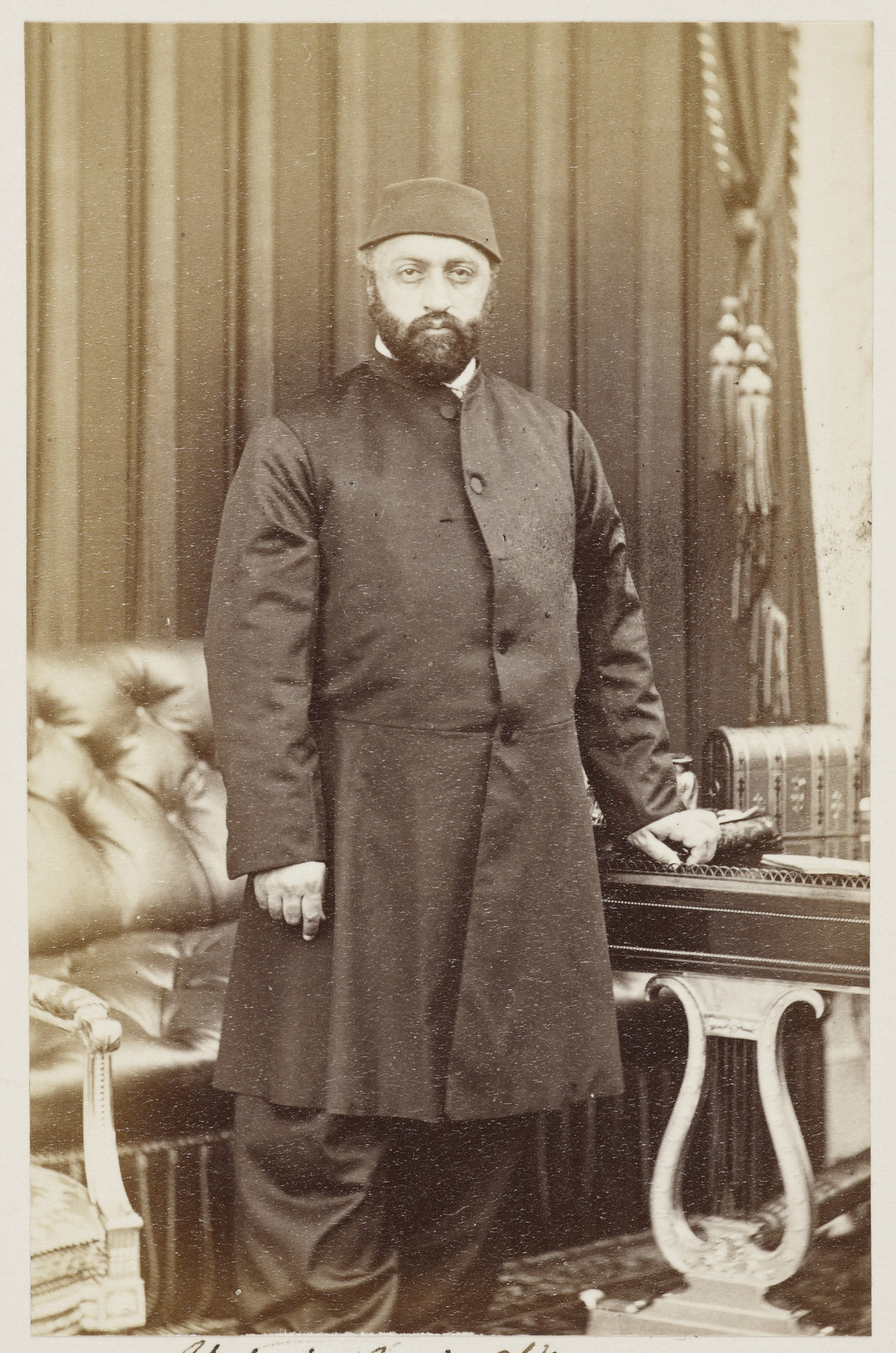
Абдул-Азиз в 1867 году

Султан желал реформ, окружил себя либералами, приобрёл популярность, обещав государственную и дворцовую экономию; но не был достаточно твёрд, чтобы исполнить свои намерения. С 1862 году частые нервные расстройства мешали ему заниматься делами, и потому до 1871 года государство управлялось великим визирем по установлению его предшественника.
Важнейшие события царствования Абдул-Азиза: Кандийское восстание (1866), отпадение Белграда к Сербии (1867), дипломатическая победа Греции (1868), поощрявшей восстание в Кандии, усмирение египетского паши, получившего от Абдул-Азиза титул хедива, — заботили гораздо более знаменитых государственных деятелей Фуада-пашу и Али-пашу, чем самого султана.
В 1863 году Абдул-Азиз в сопровождении Фуада-паши поехал в Египет. В 1867 году во время переговоров о Кандии, несмотря на несогласия, возникшие у Османской империи с другими державами, Абдул-Азиз отправился (первым из османских султанов) на Запад. 30 июня великолепно принятый в Париже Абдул-Азиз посетил Всемирную выставку; от 12 до 23 июля пробыл в Лондоне; 24 июля приветствовал прусскую королевскую чету в Кобленце; пять дней пробыл в Вене и 7 августа 1867 года вернулся в Константинополь.
После смерти Али-паши в 1871 году Абдул-Азиз думал лично управлять государством, хотел изменить закон о престолонаследии в пользу своего сына Юсуфа Иззеддина и увеличить свою собственную казну до колоссальных размеров за счёт государства. Он старался присвоить себе все государственные доходы.
В 1873 году, уступив хедиву Египта за 21 миллион франков почти все права независимого государя, оставил солдат и чиновников без содержания. Когда же всё стало клониться к упадку, и восстала Герцеговина (август 1875 г.), он велел сократить наполовину платежи процентов по государственным долгам, тем самым подорвав доверие к государству.
Проводившийся в правление Абдул-Азиза второй этап реформ Танзимата не вывел Османскую империю из социального и политического кризиса. Рост цен, привилегии иностранных предпринимателей, усиление внешнеполитической зависимости Порты усиливали недовольство правлением Абдул-Азиза. К концу правления Абдуа-Азиза на сторону оппозиции перешла значительная часть либерально настроенной бюрократии.
В 1876 году (11 мая) восстание софтов принудило его сменить великого визиря Махмуда Недима, приверженца русских, и назначить Мехмеда Рушди и Хуссейна Авни, известных патриотов, которые 30 мая 1876 года заставили его отречься от престола в пользу племянника, Мехмеда Мурада (Мурада V). Несколько дней спустя, 4 июня, он умер, как было официально объявлено, от самоубийства (перерезал себе вены), во дворце Ферие, куда был заключён с семьёй как государственный преступник.
Процесс 1881 года, возникший против многих государственных деятелей, в том числе Мидхада-паши, доказал, что султан был убит.

## Семья
Турецкий историк Недждет Сакаоглу писал, что, согласно официальным данным, семья султана Абдул-Азиза состояла из 20 человек: матери — валиде Пертевниял-султан, семи жён, четверых шехзаде и семи дочерей. Благодаря руководству валиде Пертевниял-султан гарем её сына представляется историкам упорядоченным и камерным. Однако, когда во время свержения Абдул-Азиза дворец окружили военные, и производилась экстренная эвакуация, явилась истинная картина: гарем состоял из трёхсот женщин. Жители гарема почувствовали, что с ними может случиться, и выбили окна. Оттуда они рыдали и голосили, сопротивлялись, потому что не хотели покидать своих покоев. Начались потасовки, когда кадын падишаха, его гёзде, дочерей, хазнедар и калф стали перевозить на баржах в Топкапы, а оттуда в заключение в Чыраган. Под предлогом обыска военные непозволительно обращались с жёнами и калфами и присвоили все драгоценности, которые у тех были на пальцах, запястьях, ушах или поясах. Некоторых женщин тащили по набережной полуголыми. 4 июня, когда обнаружилось тело Абдул-Азиза, его гарем, не последовавший за ним в Чыраган, закрыли за глухими стенами дворца Топкапы, а затем распустили его, выдав женщин замуж или просто выслав из дворца.

### Жёны
Кадын
- Дюрринев Кадын-эфенди (15 марта 1835 года[10][9][11], Батуми[12] — 24 августа 1892 года[9], 7 октября[11], 4[10] или 7 декабря 1895 года[13], Стамбул; брак заключён 20 мая 1856 года[12][14])
- Хайраныдиль Кадын-эфенди (2 ноября 1846[15][9], Карс[16] — 26 ноября 1895 года[15][17] или 9 сентября 1898 года[15], Стамбул; брак заключён 21 сентября 1866[9])
- Эдадиль Кадын-эфенди (ок. 1845, Адлер[18] — 12 декабря[9] 1875 года[15][17], Стамбул; брак заключён после 1861 года[19])
- Несрин Кадын-эфенди (1848, Сочи[20] — 11[21][22] или 12 июня 1876 года[17][23][9], Стамбул; брак заключён 1868 году[24])
- Гевхери Кадын-эфенди (1853[23], 8[9] или 18 июля 1856[23] — 6 сентября 1891[25] или 20 сентября 1894[23][9], Стамбул; брак заключён в 1872[26])

Икбал
- Михришах Ханым-эфенди[9]
- Йылдыз Ханым-эфенди — сестра Сафиназ Нурефзун Кадын-эфенди[27], супруги Абдул-Хамида II.

### Сыновья
Особенностью гарема периода правления Абдул-Азиза с точки зрения структуры династии было то, что все шехзаде, начиная с сыновей Абдул-Меджида I, получали возможность создать семью. Наряду с семьёй они обзавелись прибрежными особняками, павильонами и виллами. Это нововведение, преумножившее и без того многолюдную династию, ознаменовало последний период в истории империи.
- Юсуф Иззеддин-эфенди (11 октября 1857 — 1 февраля 1916; мать — Дюрринев Кадын-эфенди[9][29]) — имел четверых жён и потомство[9].
- Махмуд Джелаледдин-эфенди (14 ноября 1862 — 1 сентября 1888; мать — Эдадиль Кадын-эфенди[9])
- Мехмед Селим-эфенди (28 сентября 1866 — 21 октября 1867[9] или 1862—1863[30])
- Абдул-Меджид II (27 июня 1868 — 23 августа 1944; мать — Хайраныдиль Кадын-эфенди[9])
- Мехмед Шевкет-эфенди (5 июня 1872 — 22 октября 1899; мать Несрин Кадын-эфенди[9][21]) — с 3 апреля 1890 года был женат на Фатьме Рухназ-ханым; имел потомство[9].
- Мехмед Сейфеддин-эфенди (21 сентября 1874[9] — 19 октября 1927; мать — Гевхери Кадын-эфенди) — имел двух жён: Нешефелек-ханым[31], также известная как Неджмифелек-ханым[32] (в браке с 4 декабря 1899) и Нервалитер-ханым (в браке с 23 февраля 1902[9]). В первом браке имел двоих сыновей, во втором —  сына и дочь.

### Дочери
- Салиха-султан (9[25]/10 августа 1862[9][33], Стамбул[25][33][9] — 1941, Хильван, Каир[34]; мать — Дюрринев Кадын-эфенди[25][33][9]) — в 1875 году была обручена с Ибрагимом Хильми-пашой, сыном египетского наместника Хыдив Исмаила-паши[25][33], однако после свержения Абдул-Азиза помолвка была разорвана[25][33]. 20 апреля 1889 года на общей свадьбе была выдана замуж за Ахмеда Зюлькюфля-пашу, сына Курд(заде) Исмаила Хаккы-паши[9][33][25]. Единственный ребёнок Салихи-султан — дочь Камиле Ханым-султан — родилась в 1890 году и скончалась в возрасте шести лет[33] в 1896 году[35].
- Назыма-султан (26 февраля 1866 года, Стамбул[36][37] — 25[37]/26 ноября 1895[36], там же; мать — Хайраныдиль Кадын-эфенди[36][9][37]) — 20 апреля 1889 года на общей свадьбе была выдана замуж Али Халида-пашу, сына Ибрагима Дервиш-паши. О детях Назымы-султан данных нет[9][37][36].
- Эмине-султан (3 октября[9]/1 декабря 1866, Стамбул[38] — 21[9]/22 января 1867, там же[38]; мать — предположительно, Эдадиль Кадын-эфенди[9][38])
- Эсма-султан (1870[9]/21 марта[37][36] 1873[21], Стамбул[37][36] — 7 января 1897[9] или 7[39]/8 мая 1899[38], там же; мать — Несрин Кадын-эфенди[9][21], по другим данным Гевхери Кадын-эфенди[17][23]) — 20 апреля 1889 года на общей свадьбе была выдана замуж за Кабасакал Черкес Мехмеда-пашу[К 2], который был на 20 лет её старше[36]. Эсма-султан стала матерью троих сыновей и одной дочери: Хайреддин (1889), Саадеддин (1895), Хасан Бедреддин (?) и Михрихан Ханым-султан (?)[К 3].
- Эмине-султан (1873[К 4][9]/24 августа 1874[34][39] — 30 января 1920, там же[36][9]; мать — Несрин Кадын-эфенди[34][39][21]) — 12 сентября 1901 года вышла замуж за Мехмеда Шерифа-пашу, сына Чавдароглу Ахмеда Шюкрю-паши. О детях данных нет[34][9][39].
- Фатьма-султан (1874)[9][38]
- Мюнире-султан (1877)[9][38][К 5]

## Комментарии
1. ↑  Согласно османисту Энтони Олдерсону, четверо шехзаде достигли зрелости, ещё двое скончались в младенчестве[9].
2. ↑  Черкес Мехмед ранее был женат на дочери Абдул-Меджида I Наиле-султан и ещё на одной женщине, от которой у паши были взрослые дети[40].
3. ↑   Согласно Сакаоглу, рожая пятого ребёнка, Эсма умерла[9]; однако турецкий историк Чагатай Улучай писал, что Эсма-султан умерла при четвёртых родах[39].
4. ↑  Ссылаясь на работу «Султан Азиз» Халука Шехсувароглу, Олдерсон отмечал, что она могла родиться в 1873 году и в таком случае была близнецом Эсмы-султан[41].
5. ↑  Олдерсон полагал, что на момент смерти Абдул-Азиза одна из его жён была беременна и, таким образом, Мюнире родилась через несколько месяцев после смерти отца[38][42].

## Источник
- Абдул-Азис-хан // Энциклопедический словарь Брокгауза и Ефрона : в 86 т. (82 т. и 4 доп.). — СПб., 1890—1907.